# Isabel Durant
Isabel Durant (Sydney, Ausztrália, 1991. december 21. –) ausztrál színésznő és táncos.
Legismertebb alakítása Grace Whitney 2012–2013 között futott Táncakadémia című sorozatban.
A fentiek mellett a Makoi hableányok című sorozatban is szerepelt.

## Élete és pályafutása
Durant az ausztráliai Sydneyben született. 15 évesen kezdett el komolyan táncolni. 2012 és 2013 között a Táncakadémia című sorozatban szerepelt. 2014-ben megkapta Ondina szerepét a Makoi hableányok című sorozatban. 2020-ban csatlakozott a Days of our Lives című sorozathoz.

## Filmográfia

### Filmek
| Év   | Magyar cím   | Eredeti cím                         | Szerep          | Magyar hang   |
| ---- | ------------ | ----------------------------------- | --------------- | ------------- |
| 2018 | Az élet maga | Life Itself                         | Shari Dickstein | Hermann Lilla |
| 2007 |              | Razzle Dazzle: A Journey into Dance | táncos          |               |

### Televíziós szerepek
| Év        | Magyar cím       | Eredeti cím                          | Szerep        | Megjegyzések                             |
| --------- | ---------------- | ------------------------------------ | ------------- | ---------------------------------------- |
| 2020      |                  | Days of our Lives                    | Claire Brady  | mellékszereplő                           |
| 2017      | Rólunk szól      | This is Us                           | Kelly         | 1 epizód: Number One                     |
| 2015–2016 | Makoi hableányok | Mako: Island of Secrets              | Ondina        | főszereplő magyar hangja Lamboni Anna    |
| 2013      | Mámor tábor      | Camp                                 | Deanna        | 3 epizód                                 |
| 2013      |                  | Reef Doctors                         | Emma          | 2 epizód                                 |
| 2012–2013 | Táncakadémia     | Dance Academy                        | Grace Whitney | főszereplő magyar hangja Sánta Annamária |
| 2010      |                  | So You Think You Can Dance Australia | önmaga        | versenyző                                |